# لاري هال
لاري هال (بالإنجليزية: Larry Hall)‏ هو سياسي أمريكي، ولد في 18 سبتمبر 1955. حزبياً، نشط في الحزب الديمقراطي. وقد انتخب عضو مجلس نواب كارولينا الشمالية.

## وصلات خارجية
- الموقع الرسمي